# Ormone melanotropo
L'ormone melanotropo (MSH, dall'inglese Melanocyte Stimulating Hormone)  è un ormone che viene prodotto nella parte intermedia dell'ipofisi, e agisce sui melanociti cutanei, inducendo la sintesi della melanina e della pigmentazione cutanea, influenzandone l'attività.
La sua secrezione è correlata a quella dell'ormone adrenocorticotropo, tale da caratterizzare un soggetto patologico per Malattia di Addison ACTH-indipendente (dovuta ad ipofunzionalità del surrene): l'ipofisi risponde correttamente alle basse concentrazioni di glucocorticoidi circolanti, e la sua iperstimolazione causa un'ulteriore secrezione di MSH tale da condurre all'iperpigmentazione di zone sensibili e/o particolarmente esposte.

## Funzioni
L'ormone melanotropo stimola la produzione e il rilascio di melanina (melanogenesi) da parte dei melanociti nella pelle e nei capelli . L'MSH segnala al cervello stimoli rivolti all'appetito e all'eccitazione sessuale.
Sono finora stati identificati cinque tipi di recettori sui quali agisce l'MSH; essi sono i cinque recettori della melanocortina MC1R - MC5R. Questi recettori sono presenti praticamente in ogni organo, rendendo gli effetti dell'MSH diffusi e molteplici; le attività fisiologiche note dell'MSH sono i processi di pigmentazione, infiammazione, omeostasi energetica, appetito e la funzione sessuale.
Le melanocortine espresse nel cervello sono in grado di attraversare la barriera emato-encefalica (BEE) e si legano con i recettori MC3R e MC4R; si pensa che questi svolgano un ruolo fondamentale nell'alimentazione e nel controllo del peso corporeo.
Gli ormoni della melanocortina (MSH) sono espressi nei tessuti periferici quali: testicolo, ovaio, placenta, duodeno, fegato, rene e cute, dove possono determinare una risposta di tipo: paracrino e contemporaneamente autocrina.
| Referenze   | MCR1 | MCR2                                     | MCR3                                             | MCR4                       | MCR5 |
| ----------- | --- | ---------------------------------------- | ------------------------------------------------ | -------------------------- | --- |
| Espressione | Melanoma, melanocita, ghiandole cutanee, follicolo pilifero, testicoli, ipofisi, grigio periacqueduttale, cellule infiammate. | Corteccia surrenalica, adipociti, pelle. | Cervello, placenta, intestino, cuore, testicoli. | Cervello, tessuto adiposo. | Surrenali, tessuto adiposo, rene, leucocita, polmone, linfonodi, mammelle, ovaie, testicoli, utero, cervello, muscolo scheletrico, tessuto esocrino. |
| Funzione    | Pigmentazione, infiammazione.                                                                                                 | Steroidogenesi                           | Omeostasi energetica, comportamento sessuale.    | Regolazione dell'appetito  | Funzioni esocrine |
| Agonista    | alfa-MSH | ACTH                                     | alfa, beta e gamma-MSH                           | ACTH. alfa e beta-MCH      | ACTH. alfa-MCH |

Gli effetti del legame dell'MSH con i suoi recettori specifici espressi normalmente sui melanociti della pelle, porta alla via di segnalazione intracellulare che coinvolge il calcio come secondo messaggero; provocando la sintesi di melanina da parte dei melanociti in risposta, soprattutto, ai raggi UVA, .

### Anfibi
In alcuni animali (come nella rana Xenopus laevis) la produzione di MSH è aumentata quando l'animale viene sottoposto a lunga oscurità. Ciò causa una dispersione del pigmento nelle cellule dell'epidermide del rospo, facendolo diventare più scuro, e più difficile da individuare per i predatori. Le cellule del pigmento sono chiamati melanofore e quindi, in anfibi, l'ormone è spesso chiamato melanoforo-stimolante.

### Essere umano
Un aumento MSH è causato anche negli esseri umani dallo scuramento.
L'ormone melanocita-stimolante aumenta negli esseri umani durante la gravidanza. Questo, insieme con l'aumento degli estrogeni, provoca aumento della pigmentazione nelle donne in gravidanza. La sindrome di Cushing a causa dell'eccesso dell'ormone adrenocorticotropo (ACTH) può anche causare iperpigmentazione, (nigricans) nell'ascella.
La maggior parte delle persone con malattia di Addison hanno inscurimento (iperpigmentazione) della pelle, compresi aree cutanee non esposte al sole; siti caratteristici sono le pieghe della pelle (ad esempio delle mani), il capezzolo, e la parte interna della guancia (mucosa buccale), anche le vecchie cicatrici possono pigmentarsi. Ciò si verifica perché l'ormone melanocita-stimolante (MSH) e ormone adrenocorticotropo (ACTH) condividono la stessa molecola precursore, Pro-opiomelanocortina (POMC).
Diversi livelli di MSH non sono la principale causa di variazione razziale nel colore della pelle. Tuttavia, in molte persone dai capelli rossi, e altre persone che si abbronzano molto, ci sono variazioni nella quantità di recettori ai loro ormoni, ciò provoca una non risposta all'azione dell'ormone MSF plasmatico.

## Struttura chimica dell'MSH

Struttura α-MSH

Struttura β-MSH

Struttura γ-MSH

L'ormone stimolante il melanocita appartiene ad un gruppo chiamato melanocortine. Questo gruppo comprende ACTH, alfa-MSH, beta-MSH e gamma-MSH, questi sono tutti peptidi prodotti dalla scissione di un peptide precursore di grandi dimensioni denominato proopiomelanocortina (POMC). L'alfa-MSH è della melanocortina il più importante per i processi di pigmentazione.
I diversi ormoni melanocita-stimolanti hanno le seguenti sequenze di amino acidi:
| α-MSH:         | Ac-Ser-Tyr-Ser-Met-Glu-His-Phe-Arg-Trp-Gly-Lys-Pro-Val                                  |
| β-MSH (umano): | Ala-Glu-Lys-Lys-Asp-Glu-Gly-Pro-Tyr-Arg-Met-Glu-His-Phe-Arg-Trp-Gly-Ser-Pro-Pro-Lys-Asp |
| β-MSH (suino): | Asp-Glu-Gly-Pro-Tyr-Lys-Met-Glu-His-Phe-Arg-Trp-Gly-Ser-Pro-Pro-Lys-Asp                 |
| γ-MSH:         | Tyr-Val-Met-Gly-His-Phe-Arg-Trp-Asp-Arg-Phe-Gly                                         |

## MSH sintetici
Due analoghi sintetici di alfa-MSH sono stati sviluppati per uso umano, sono l'afamelanotide o (Melanotan-1) studiato dalla ClinuvelAustraliana, e la Bremelanotide studiato dalla Palatin Technologies, una società USA del New Jersey.

### Afamelanotide
L'afamelanotide (o CUV1647), è approvato dall'EMA come farmaco orfano per il trattamento dei pazienti con:
- protoporfiria eritropoietica congenita,
- cheratosi attinica,
- orticaria solare,[7]
- eruzione polimorfica alla luce,
- prevenzione della risposta fototossica ai farmaci.

Studi molto promettenti ne confermano la validità terapeutiche in una varietà di condizioni mediche anche gravi.

### Bremelanotide
La bremelanotide, è  un agonista della melanocortina, denominato Melanotan II che induce una maggiore libido e migliori erezioni nella maggior parte dei soggetti di sesso maschile studiati e provoca una maggiore eccitazione, per un corrispondente coinvolgimento dei genitali, nella maggior parte dei soggetti di sesso femminile studiati.
La bremelanotide (o PT-141), che deriva dalla ricerca del Melanotan II, è stata inizialmente studiata da un'azienda del New Jersey USA per i suoi presunti effetti afrodiasiaci.  Questi effetti sono mediati da azioni sull'ipotalamo nei neuroni che esprimono recettori MC3 MC3R e MC4 MC4R .
Il bremelanotide è un farmaco per via sottocutanea indicato per la disfunzione erettile (DE) e la disfunzione sessuale femminile (FSD). L'indicazione principale per la DE sarà nei pazienti che non rispondono alle terapie attualmente approvate.
Il bremelanotide, un MC4-R peptide agonista sono stati studiati in trials oltre 2.000 pazienti con efficacia certa sia nella ED e che nella FSD.
Gli studi hanno dimostrato l'efficacia su una vasta gamma di pazienti, inclusi quelli che non rispondono al trattamento con inibitori della fosfodiesterasi-5 (PDE-5) come il sildenafil. La somministrazione concomitante di bremelanotide con sildenafil ha dimostrato un effetto sinergico, con una risposta migliore rispetto al sildenafil usato da solo.
Il bremelanotide può essere, in futuro, un trattamento alternativo per la disfunzione erettile con una base di pazienti potenzialmente ampia.
Studi con la bremelanotide intranasale come terapia di prima linea per la disfunzione sessuale sono stati interrotti per l'aumento della pressione sanguigna nei soggetti trattati. Inoltre, negli USA l'FDA ha pubblicato il 5 settembre 2007 una Warning letter che scoraggia l'uso di: questo prodotto che è commercializzato e venduto illegalmente come prevenzione contro il cancro della pelle e come agente abbronzante, pertanto negli USA l'uso di questo prodotto è illegale.